# Niko – på väg mot stjärnorna
Niko – på väg mot stjärnorna (finska: Niko - Lentäjän poika) är en finländsk datoranimerad julfilm från 2008 regisserad av Michael Hegner och Kari Juusonen. Filmen är en finsk samproduktion med Danmark, Tyskland och Irland. Den producerades av Anima Vitae, Animaker Oy, A. Film A / S, Ulysses Films och Magma Films.

## Handling
Niko är en ung ren som drömmer om att en dag gå med i Jultomten Escort, en grupp renar som är särskilt utbildade för att köra sin släde på julnatten. Men för det måste du lära dig att flyga. Och hans önskan ökar när han får veta av sin mamma att hans far, som han aldrig kände, är en av medlemmarna i den eskorten. Men Niko är inte särskilt bra på att flyga och bestämmer sig för att åka till Santa Claus Land på jakt efter sin hjälte och hans läror. Kanske kommer Niko att kunna följa med dig en dag. Julio, den lilla flygande ekorren, är faderfiguren som alltid har varit med Niko och som kommer att hjälpa honom på den här resan. På vägen träffar de också Elsa, den unga och kvicka vasslan, som kommer att vägleda dem till bergen där jultomten är. Men det är utan att räkna vargpaketet med befäl från den fruktansvärda Lucifer, som bara har en ambition: att ersätta jultomten. Niko måste då visa mycket mod för att förverkliga sin dröm och hitta sin far...

## Rollista

### Finska röster
- Olli Jantunen – Niko
- Hannu-Pekka Björkman – Julius
- Vuokko Hovatta – Wilma
- Vesa Vierikko – Svartvargen
- Jussi Lampi – Räyskä
- Risto Kaskilahti – Rimppa / Uljas
- Minttu Mustakallio – Essie
- Juha Veijonen – Raavas
- Puntti Valtonen – Hirvas
- Elina Knihtilä – Oona
- Juulia Rönkkö – Saaga
- Tommi Korpela – renflockens ledare
- Aarre Karén – farfar
- Arttu Hämäläinen – poropoika 1
- Ilmari Huhtala – poropoika 2
- Mika Ala-Panula – Oinas
- Kari Hietalahti – Armas
- Kari Hietalahti – Tervas
- Janus Hanski – Rautias
- Jussi Chydenius – Viekas
- Veikko Honkanen – Jultomten

### Svenska röster
- Axel Karlsson – Niko
- Lars Dejert – Julius
- Sharon Dyall – Wilma
- Adam Fietz – Svartvargen
- Elina Raeder – Effie
- Andreas Nilsson – Spjut
- Annica Smedius – Stjärna

- Svenska regi och översättning – Mikael Roupé[2]